# 聖保羅地鐵5號線

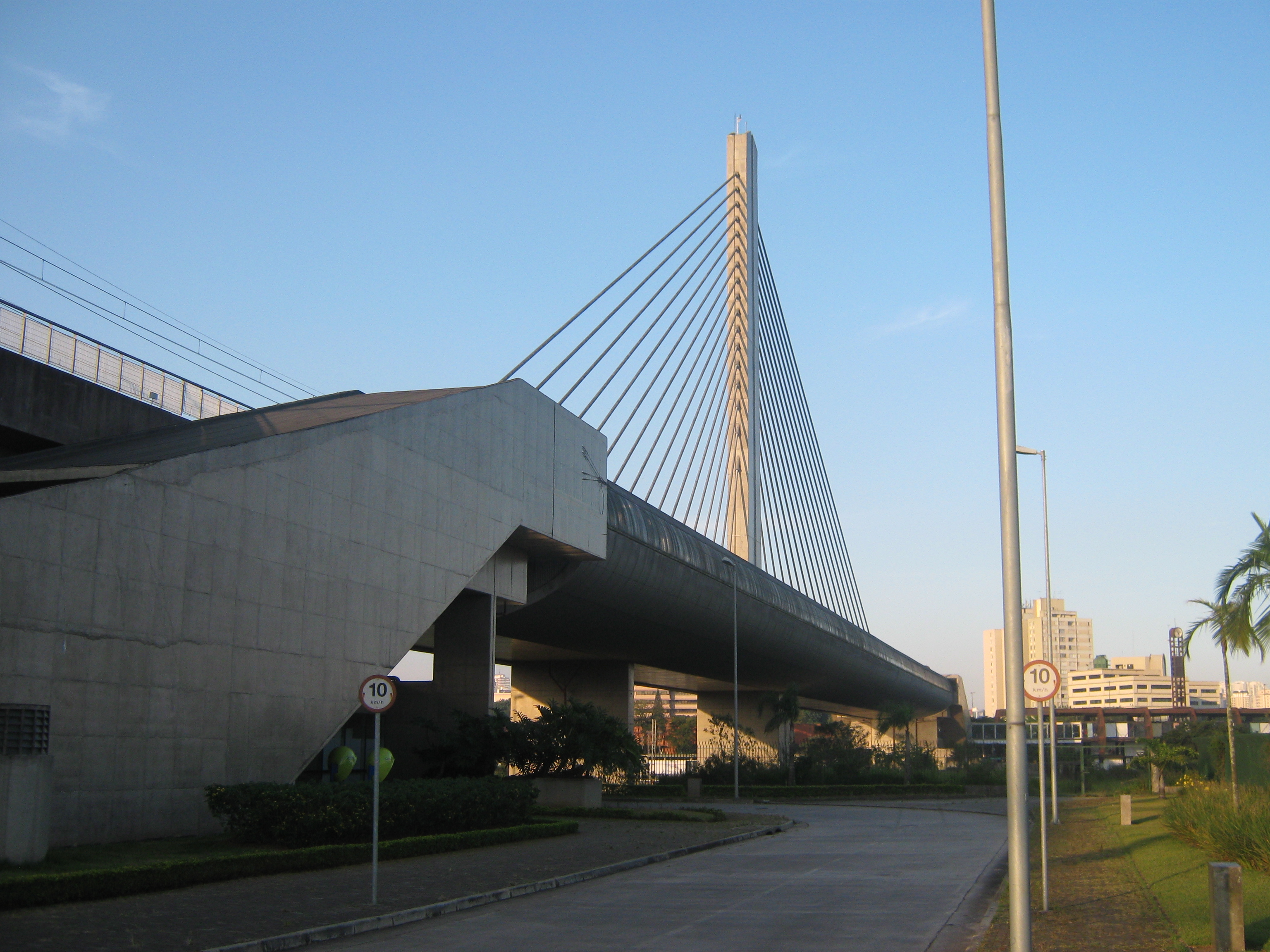
聖阿馬羅站

聖保羅地鐵5號線（葡萄牙語：Linha 5–Lilás）是聖保羅地鐵6條路線之一，每日運送約60萬人次。
5号线自2018年8月起由私人公司ViaMobilidade營運。